# ريكاردو غونزاليس (لاعب كرة قدم باراغواياني)
ريكاردو غونزاليس (بالإسبانية: Ricardo González Rotela)‏ هو لاعب كرة قدم باراغواياني في مركز الدفاع، ولد في 7 فبراير 1945 في Piribebuy ‏ في باراغواي. شارك مع منتخب باراغواي لكرة القدم. أما مع النوادي، فقد لعب مع سيرو بورتينيو ونادي إلتشي ونادي ليفانتي.

## وصلات خارجية
- ريكاردو غونزاليس على موقع قاعدة بيانات كرة القدم.إي يو (الإنجليزية)
- ريكاردو غونزاليس على موقع ناشيونال فوتبول تيمز (الإنجليزية)